# العلاقات الإثيوبية السويسرية
العلاقات الإثيوبية السويسرية هي العلاقات الثنائية التي تجمع بين إثيوبيا وسويسرا.

## مقارنة بين البلدين
هذه مقارنة عامة ومرجعية للدولتين:
| وجه المقارنة                                              | إثيوبيا                        | سويسرا                                                                                      |
| --------------------------------------------------------- | ------------------------------ | ------------------------------------------------------------------------------------------- |
| المساحة (كم2)                                             | 1.10 مليون                     | 41.28 ألف                                                                                   |
| عدد السكان (نسمة)                                         | 104.96 مليون                   | 8.21 مليون                                                                                  |
| الكثافة السكانية (ن./كم²)                                 | 95.42                          | 198.89                                                                                      |
| العاصمة                                                   | أديس أبابا                     | برن                                                                                         |
| اللغة الرسمية                                             | اللغة الأمهرية                 | اللغة الألمانية، اللغة الإيطالية، لغة فرنسية، اللغة الرومانشية، الألمانية السويسرية الموحدة |
| العملة                                                    | بير إثيوبي                     | فرنك سويسري                                                                                 |
| الناتج المحلي الإجمالي (بليون دولار)                      | 80.56 مليار                    | 678.89 مليار                                                                                |
| الناتج المحلي الإجمالي (تعادل القوة الشرائية) بليون دولار | 161.90 مليار                   | 518.07 مليار                                                                                |
| الناتج المحلي الإجمالي الاسمي للفرد دولار أمريكي          | 619                            | 80.94 ألف                                                                                   |
| الناتج المحلي الإجمالي للفرد دولار أمريكي                 | 1.50 ألف                       | 59.54 ألف                                                                                   |
| مؤشر التنمية البشرية                                      | 0.442                          | 0.930                                                                                       |
| رمز المكالمات الدولي                                      | +251                           | +41                                                                                         |
| رمز الإنترنت                                              | .et                            | .ch، .swiss ‏                                                                                |
| المنطقة الزمنية                                           | ت ع م+03:00، توقيت شرق أفريقيا | توقيت وسط أوروبا، ت ع م+01:00، ت ع م+02:00، أوروبا/زيورخ ‏                                   |

## منظمات دولية مشتركة
يشترك البلدان في عضوية مجموعة من المنظمات الدولية، منها:
| علم المنظمة | اسم المنظمة                        | تاريخ انضمام إثيوبيا | تاريخ انضمام سويسرا |
| ----------- | ---------------------------------- | -------------------- | ------------------- |
|             | مؤسسة التمويل الدولية              | 20 يوليو 1956        | 29 مايو 1992        |
|             | منظمة حظر الأسلحة الكيميائية       | ?                    | ?                   |
|             | البنك الإفريقي للتنمية             | ?                    | ?                   |
|             | يونسكو                             | 1 يوليو 1955         | 28 يناير 1949       |
|             | الأمم المتحدة                      | 13 نوفمبر 1945       | 10 سبتمبر 2002      |
|             | الاتحاد الدولي للاتصالات           | 20 فبراير 1932       | 1866                |
|             | منظمة الشرطة الجنائية الدولية      | ?                    | ?                   |
|             | البنك الدولي للإنشاء والتعمير      | 27 ديسمبر 1945       | 29 مايو 1992        |
|             | الاتحاد البريدي العالمي            | ?                    | ?                   |
|             | مؤسسة التنمية الدولية              | 11 أبريل 1961        | 29 مايو 1992        |
|             | الفريق المعني برصد الأرض           | ?                    | ?                   |
|             | وكالة ضمان الاستثمار متعدد الأطراف | 13 أغسطس 1991        | 12 أبريل 1988       |

## وصلات خارجية
- موقع وزارة الخارجية الإثيوبية
- موقع وزارة الخارجية السويسرية